# 13116 Hortensia
13116 Hortensia (1993 TG26) là một tiểu hành tinh vành đai chính được phát hiện ngày 9 tháng 10 năm 1993 bởi E. W. Elst ở Đài thiên văn Nam Âu.